# Carlo Sganzini (Anwalt)

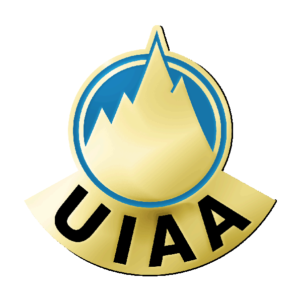
Medaille UIAA Ehrenmitglied

Carlo Sganzini (* 1. Mai 1923 in Gentilino, Kanton Tessin; † 13. November 2001 in Lugano) war ein Schweizer Anwalt, Politiker, Alpinist und Präsident der Union Internationale des Associations d’Alpinisme (UIAA) von 1984 bis 1990.

## Leben und Tätigkeiten
Sganzini wuchs in Bern als Sohn des Carlo Sganzini und der Angiolina geborene Somazzi auf. Er studierte Rechtswissenschaft an der Universität Bern. 
1954 gründete er das spätere Anwaltsbüro Sganzini, Bernasconi, Peter & Gaggini in Lugano. 1958 promovierte er mit der Dissertation Die Einzahlungspflicht im gebundenen Zahlungsverkehr mit dem Ausland.
1960 begann er seine politische Karriere als Mitglied des Stadtparlamentes von Lugano, dem er bis 1984 angehörte. Von 1970 bis 1984 war er Vizepräsident der Freisinnig-Demokratischen Partei (Partito Liberale Radicale PLR), die er von 1969 bis 1987 im Tessiner Kantonsrat (Gran Consigilio) vertrat.  
Er war Mitglied der Sektion Bern des SAC und gehörte zur 2. Generation des Schweizerischen Akademischer Skiclub (SAS). Von 1980 bis 1983 war er SAC-Zentralpräsident, als die Sektion Tessin des SAC das Zentralkomitee übernahm und später Ehrenmitglied der Sektion Tessin.
Von 1984 bis 1991 war er UIAA-Präsident. 2001 wurde er zum Ehrenmitglied der UIAA gewählt.
Er war mit Nella geborene Camponovo verheiratet und hatte mit ihr die Kinder Giovanna, Francesca, Lorenzo und Luca.

## Schriften
- Die Einzahlungspflicht im gebundenen Zahlungsverkehr mit dem Ausland. Inauguraldissertation Recht Bern, Verlag Stämpfli, Bern 1958.[2]